# Pałac Tyszkiewiczów w Wilnie
Pałac Tyszkiewiczów w Wilnie – jeden z zabytków architektonicznych, zlokalizowany w centrum Starego Miasta w Wilnie u zbiegu ulic Zawalnej, Trockiej i Kiejdańskiej (lit. Pylimo g. 26,Trakų g. 1 і Kėdainių g.).

## Historia
Pierwszy murowany budynek w tym miejscu zbudowano w XV wieku i należał do rodu Żylińskich, później Karpiów. W 1783 roku Karpiowie zamówili projekt przebudowy budynku u architekta Wawrzyńca Gucewicza.
Po tym, jak Janina Karp wyszła za mąż za Michała Józefa Tyszkiewicza, który zapoczątkował birżańską linie Tyszkiewiczów, pałac około 1790 roku przeszedł na własność Tyszkiewiczów. W 1839 roku właścicielem pałacu był Józef Michał Tyszkiewicz, a po jego śmierci pałac odziedziczył jego syn Józef Tyszkiewicz. W 1840 roku architekt Tomasz Tyszecki przebudował budynek.  
W połowie XIX wieku zbudowano portal z balkonem podtrzymywanym przez dwa atlanty według projektu architekta Mikołaja Czagina. Rzeźby wykonał Francesco Andriolli i jego uczeń Józef Kozłowski. Z powodu rzeźb atlantów pałac nazywany jest Domem pod bałwanami.
W pałacu mieszkali Konstanty Tyszkiewicz, Eustachy Tyszkiewicz, Józef Tyszkiewicz. Dla Wileńskiego Muzeum Starożytności Eustachy Tyszkiewicz przeznaczył część swojej kolekcji znajdującej się w pałacu. Po  likwidacji  Uniwersytetu  Wileńskiego w 1832 roku,  był  to  swego  rodzaju  ośrodek  intelektualny Wilna, odbywały się koncerty i spotkania. Miały tu miejsce tajne spotkania powstańców styczniowych. Po stłumieniu powstania władze rosyjskie sekwestrowały pałac.   
W końcu XIX wieku pałac kupił inżynier kolejnictwa Adolf Wendorff. Po I wojnie światowej dożywotnim właścicielem pałacu wraz z przyległymi nieruchomościami przy zbiegu ulic Zawalnej, Trockiej i zaułka Kiejdańskiego był Konstanty Bukowski, mąż córki Wendorffa - Marii Anieli. W roku 1936 w budynku pałacu znajdowała się piekarnia, sklep i szkoła powszechna na 1 piętrze.
W latach 1944–1991 działała tu Wileńska Specjalna Szkoła Średnia im. Juozasa Bartašiūnasa przygotowująca funkcjonariuszy MSW ZSRR. Później (1991-1997) mieścił się tu Wydział Prawa Uniwersytetu Wileńskiego, a na pierwszym piętrze od strony ul. Zawalnej funkcjonowała apteka i kawiarnia. 
Obecnie budynek jest własnością Wileńskiego Uniwersytetu Technicznego im. Giedymina, znajduje się w nim Wydział Architektury.

## Galeria

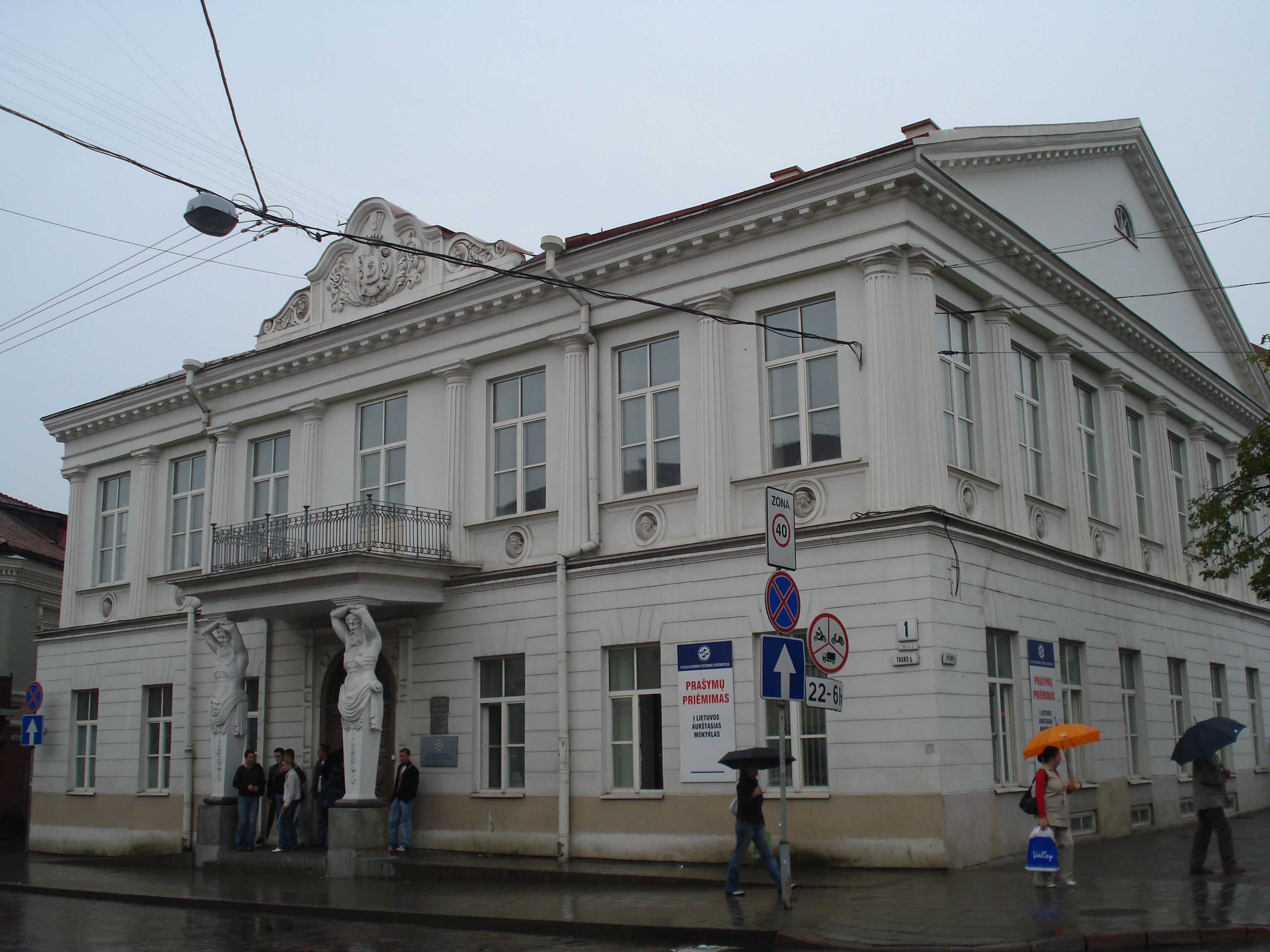
Fasada od strony ulicy Trockiej, balkon i atlanty
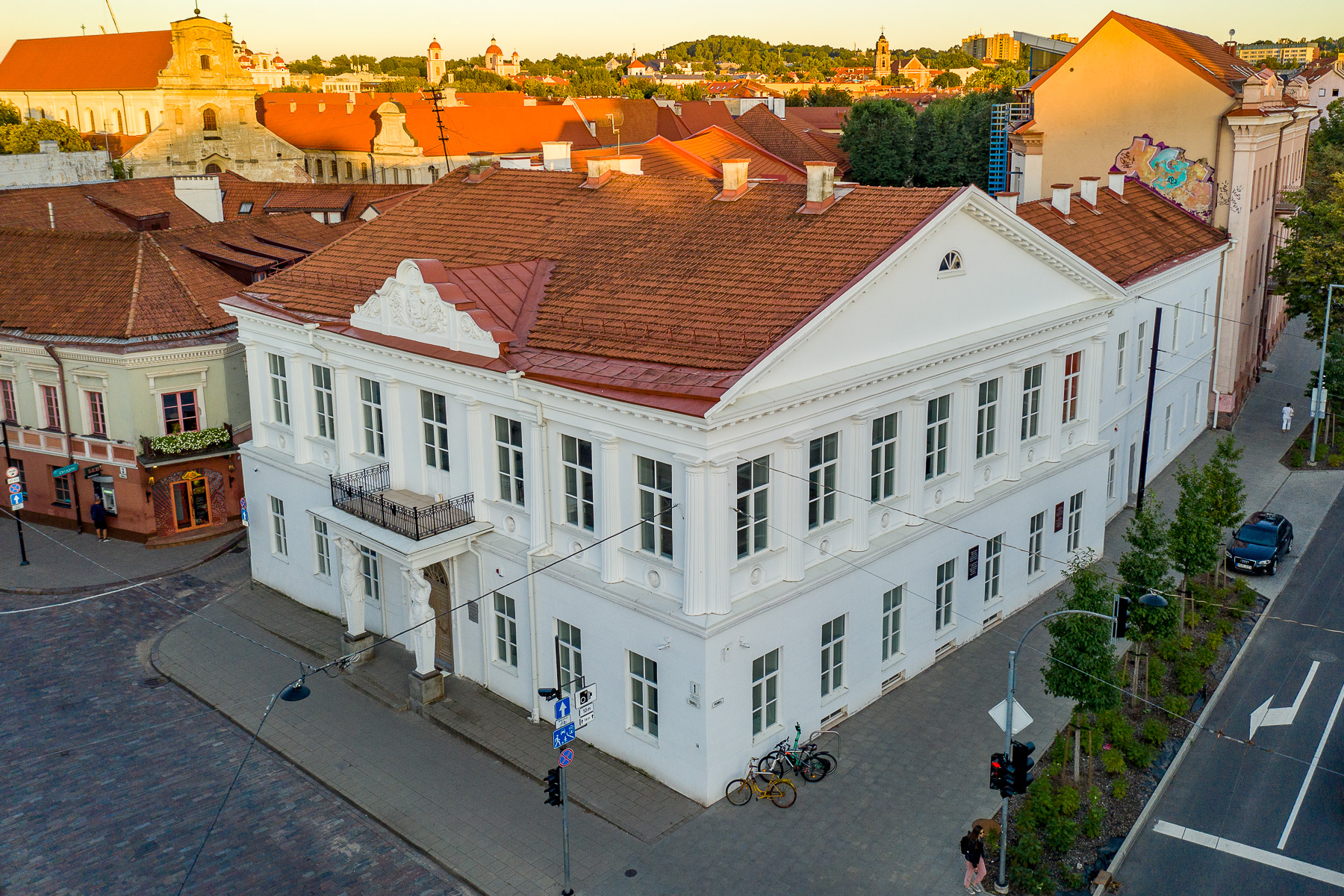
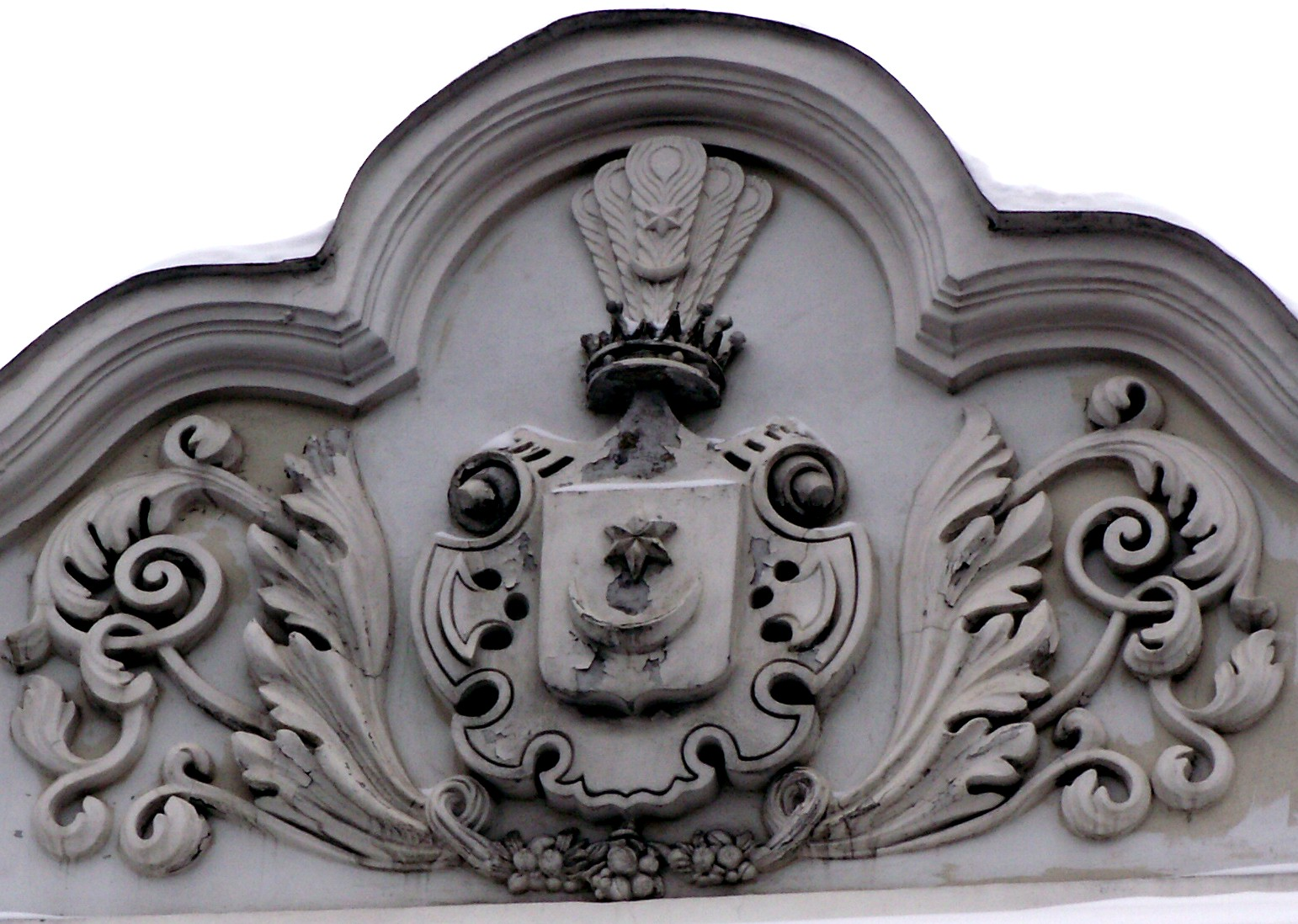
Szczyt z herbem Tyszkiewiczów Leliwa II